# راكيم ساندرز
راكيم ساندرز (بالإنجليزية: Rakim Sanders)‏ مواليد 8 يوليو 1989 في بوتكيت، هو لاعب كرة سلة أمريكي. بدأ مسيرته الاحترافية في سنة 2012. يلعب مع أولمبيا ميلانو. يحمل الرقم 21. يبلغ طوله 6 قدم 5 بوصة (2.0 م).

## المسيرة الاحترافية
لعب مع مكابي تل أبيب لكرة السلة في موسم 2012–2013، ثم لعب مع بروس باسكتس في الدوري الألماني في موسم 2013–2014، ثم لعب مع دينامو باسكت ساساري في الدوري الإيطالي في موسم 2014–2015، ثم لعب مع أولمبيا ميلانو في سنة 2015.

## إحصائيات المسيرة

### الدوري الأوروبي
| السنة   | الفريق              | لعب | بدأ | دقيقة | ميداني% | ثلاثية | حرة  | ارتداد | صنع | استلاب | تصدي | نقطة | أداء |
| ------- | ------------------- | --- | --- | ----- | ------- | ------ | ---- | ------ | --- | ------ | ---- | ---- | ---- |
| 2013–14 | بروس باسكتس         | 10  | 2   | 18.4  | .500    | .450   | .667 | 3.2    | .4  | .8     | .1   | 7.9  | 6.6  |
| 2014–15 | دينامو باسكت ساساري | 8   | 7   | 27.6  | .406    | .326   | .625 | 3.0    | .5  | .9     | .0   | 13.4 | 6.8  |
| المسيرة |                     | 18  | 9   | 22.1  | .443    | .365   | .639 | 3.1    | .4  | .8     | .1   | 10.3 | 6.7  |

## روابط خارجية
- راكيم ساندرز على موقع الدوري الأوروبي لكرة السلة (الإنجليزية)
- راكيم ساندرز على موقع سبورتس رفرنس (الإنجليزية)
- راكيم ساندرز على موقع كرة السلة الأوروبية.كوم (الإنجليزية)
- راكيم ساندرز على موقع DraftExpress.com (الإنجليزية)
- راكيم ساندرز على موقع كلية كرة السلة في سبورتس رفرنس.كوم (الإنجليزية)
- راكيم ساندرز على موقع ريلجم (الإنجليزية)
- راكيم ساندرز على موقع بروبوليرز (الإنجليزية)
- راكيم ساندرز على موقع سبورتس رفرنس (الإنجليزية)
- راكيم ساندرز على موقع سبورتس رفرنس (الإنجليزية)